# Blackie & The Oohoos
Blackie & The Oohoos is een Belgische band. Vier leden spelen tevens bij Flying Horseman.
De band wordt geleid door de zussen Martha Maieu en Loesje Maieu en bestaat verder Alfredo Bravo (drums), Hannes d’Hoine (basgitaar) en Milan Warmoeskerken (gitaar).
Het tweede album Songs For Two Sisters werd geproduceerd door Pascal Deweze en het derde album Lacuna werd ge-coproducet door Dijf Sanders.

## Prijzen
- 2008: Laureaat van de Lawijtstrijd

## Discografie
- 2010 Blackie & The Oohoos
- 2012 Songs for two sisters
- 2016 Lacuna (Unday Records)